# ロングライフビル推進協会
公益社団法人ロングライフビル推進協会（ロングライフビルすいしんきょうかい）は、国土交通省所管の公益社団法人。1989年（平成元年）6月19日に社団法人建築・設備維持保全推進協会（けんちく・せつびいじほぜんすいしんきょうかい）として発足、2010年（平成22年）4月1日に公益社団法人に移行した。英称は法人格移行後はBuilding and Equipment Long-Life Cycle Associationであり、これを略したBELCA（ベルカ）を通称として用いている。

## 事業
- 目的

建築物及び建築設備の維持保全に係る技術に関する総合的かつ体系的な調査、研究及び開発を行うとともに、その成果の普及を図ることにより、建築物及び建築設備の適切な維持保全を推進し、もってわが国における良好な建築物のストックの形成に寄与すること

## 主な活動
同協会ホームページによる。
1. ロングライフ化のための人材の育成事業
2. 優良な建築ストックの表彰・評価事業（BELCA賞の表彰等）
3. ロングライフ化に関連する調査・研究・技術開発・情報発信事業
4. ロングライフ化に関する共益事業

### エンジニアリング・レポート
上記活動の一環として、エンジニアリング・レポートの標準様式を策定し、証券化対象不動産の不動産鑑定評価では、不動産鑑定士以外の専門家による調査の一つとして、重視されている。

### BELCA賞
建築ストックの質向上に寄与することを目的としてBELCAが表彰する建築賞。適切な維持保全により長期間良好な状態で使用されている建築物を表彰する「ロングライフ部門」と、機能活性化のための大規模リフォームを実施した建築物を表彰する「ベストリフォーム部門」の2部門で選考されている。一般的な建築賞が新築の建築物あるいはそれを担当した建築家を表彰するのに対し、既存建築物を維持管理の側面から着目して表彰する制度として注目されている。